# Sellier & Bellot

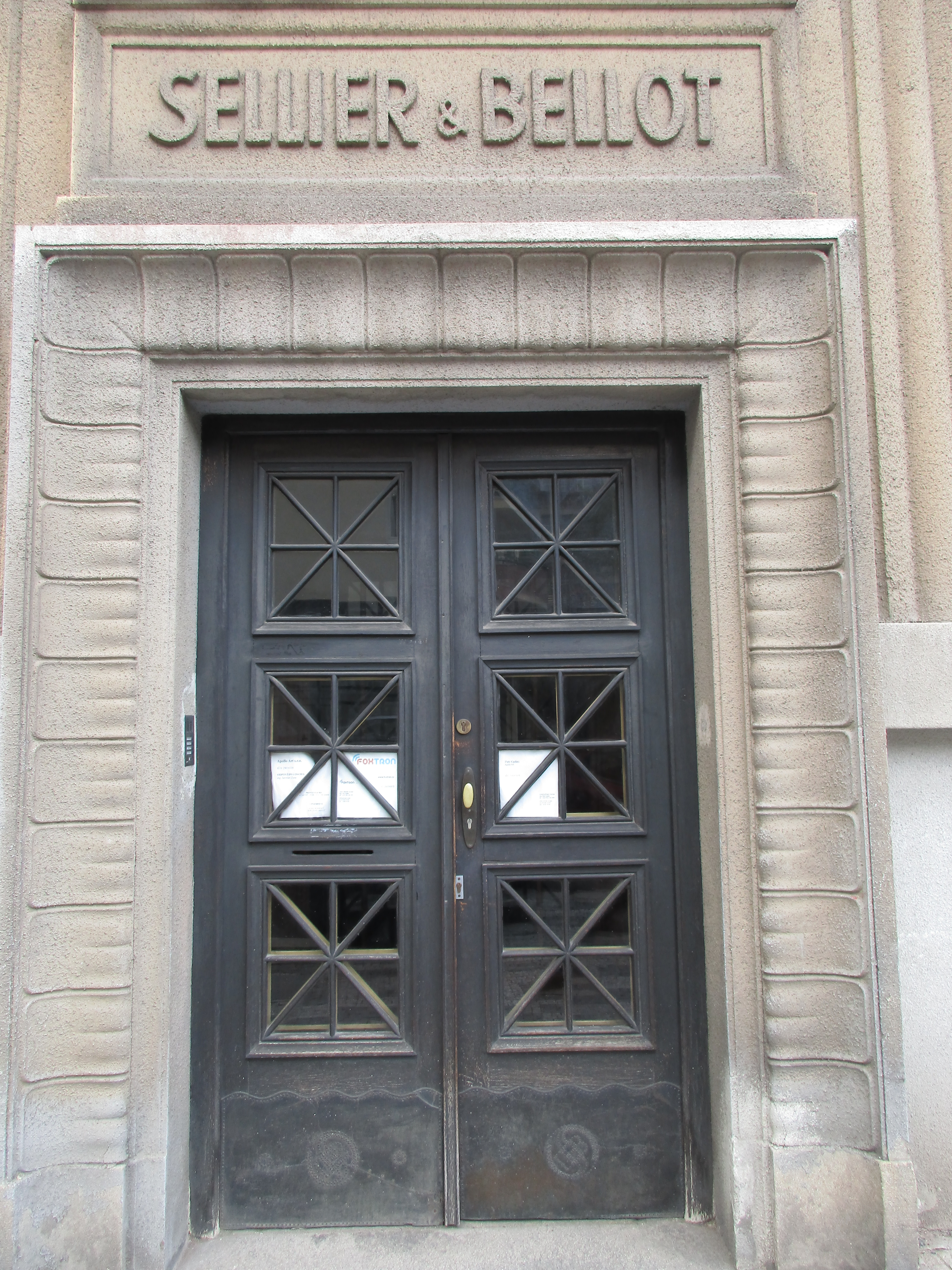
Eingang zur Sellier & Bellot Verwaltung, erbaut 1925

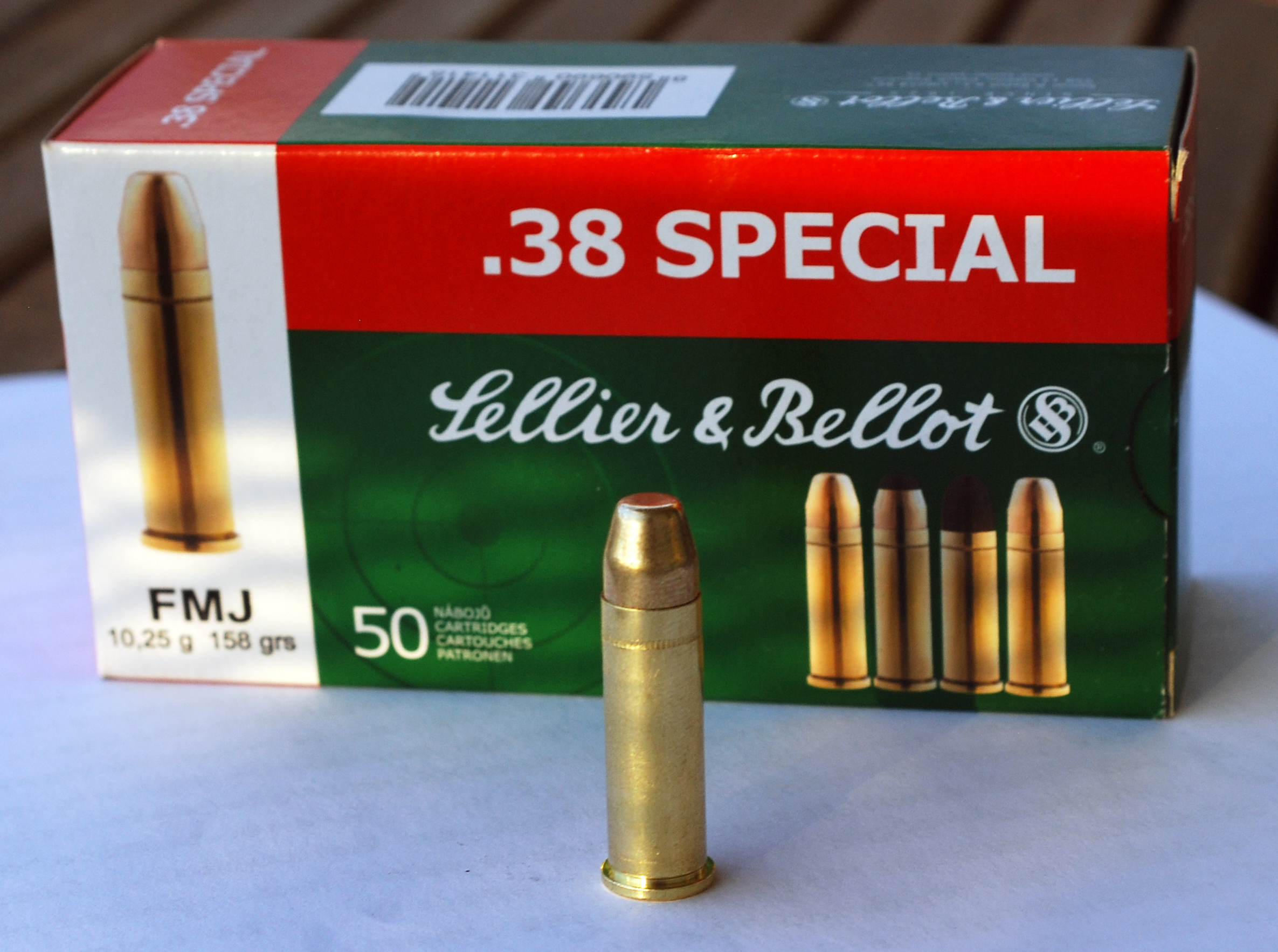
.38 Special-Patronen von Sellier & Bellot

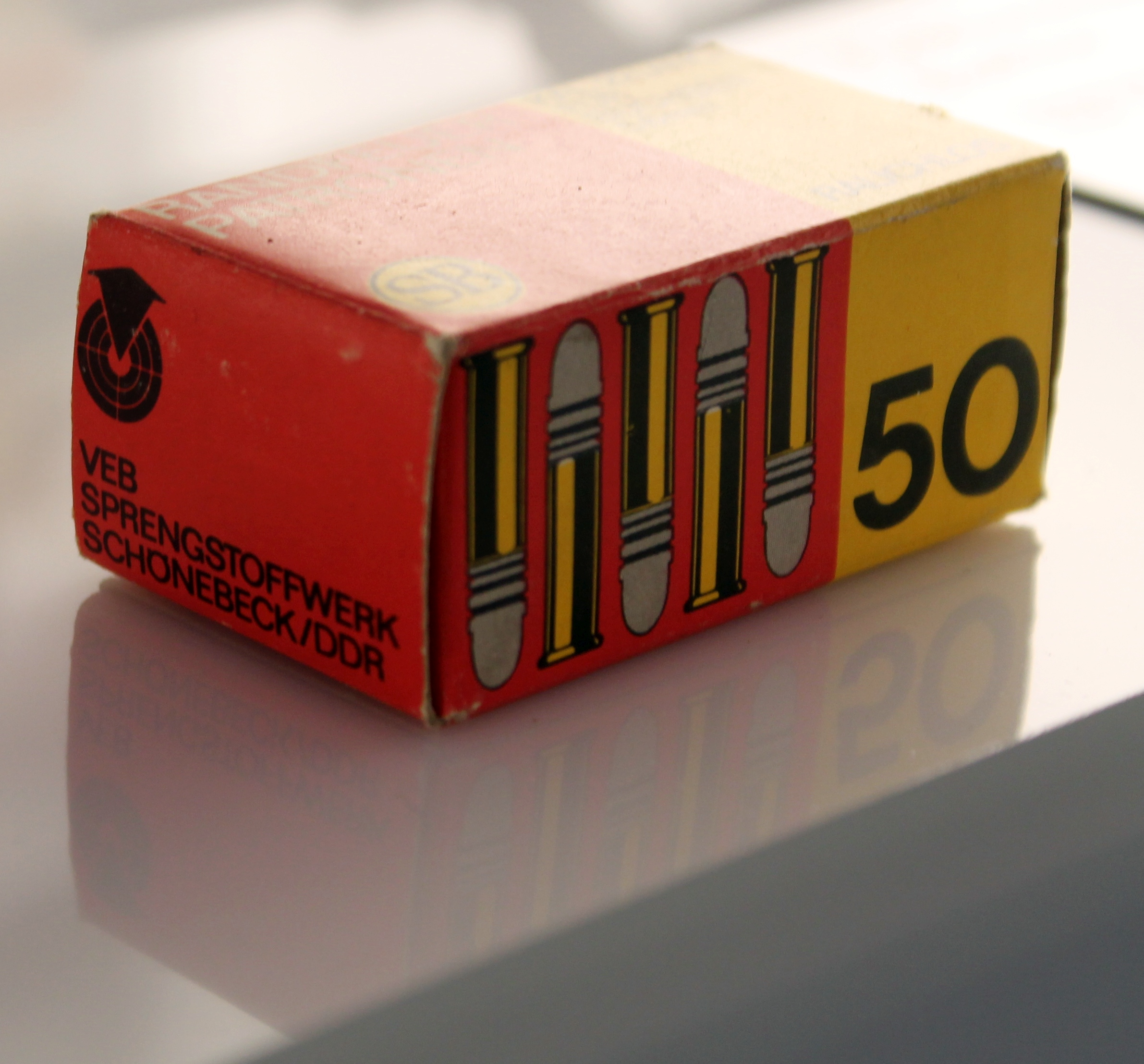
.22 lfB vom VEB Sprengstoffwerk Schönebeck

Sellier & Bellot ist ein traditioneller tschechischer Munitionshersteller mit fast 200-jähriger Geschichte, der seit 2023 der tschechischen Colt CZ Gruppe angegliedert ist.

## Geschichte
Die Geschichte der Firma ist mit der Entwicklungsgeschichte der Zündhütchen und den Unternehmensgründern Pierre Daniel Louis Sellier und Jean Maria Nicolas Bellot verbunden. Sellier verließ Frankreich 1809 und erwarb unter dem Namen Dell in Hamburg und St. Petersburg Kenntnisse zum internationalen Handel. 1813 übernahm er mit Barthélemy Sellier (Verwandtschaft) in Leipzig die Firma Rosenkranz und benannte sie nachfolgend Sellier & Comp. Die Firma handelte mit hochwertigen Glas- und Metallwaren sowie Jagdwaffen nebst Zubehör. Nicolas Bellot studierte und forschte ab 1819 in Paris zu Chlorat- und Quecksilber-Fulminaten mit Julien Leroie, der leitend in der Weiterentwicklung der in den 1780er Jahren begonnenen Arbeiten von Bertholet zu Sprengstoffen war. 1820 wurde die Serienfertigung von Zündhütchen in Frankreich, England, Preußen und in Nordamerika begonnen. Bellot wurde teilweise die Erfindung der Zündhütchen zugeschrieben, was jedoch wegen mehrerer, fast zeitgleicher, Entwicklungen umstritten ist. Am 20. August 1823 erhielt Bellot mit seinem Partner Daguien in Paris die eine offizielle Herstellungsgenehmigung für Zündhütchen und war zudem stiller Teilhaber an der Pariser Firma Tardy & Blancher, die ebenfalls erfolgreich Zündhütchen herstellte. Sellier handelte mit Zündhütchen und bemerkte, dass in Handel und Herstellung derselben ein lukrativer Geschäftszweig entstand. Kurzfristig versuchte er den österreichischen Markt zu okkupieren und startete in Kooperation mit der Chemiefabrik A. Richter eine Produktion im ehemaligen Kloster von Zbraslav (Prag). Es zeigten sich Schwierigkeiten, die erst durch das Fachwissen von Bellot überwunden werden konnten. Im August 1825 vereinbarten Sellier und Bellot eine Partnerschaft und die Gründung einer gemeinschaftlichen Firma mit Fertigungsstätten im ehemaligen Weingut von Parukářka, das in einem Vorort von Prag lag. Zunächst gab es noch Schwierigkeiten mit den offiziellen Genehmigungen, weil seitens der Behörden Bedenken wegen der Quecksilberverbindungen bestanden und wegen des damaligen Ausländerrechts in Prag Probleme zu Besitzrechten der Franzosen vorlagen. Endgültig gelöst waren diese Probleme erst 1828, als Bellot die österreichische Staatsbürgerschaft erwarb.
Die Zündhütchen von Sellier & Bellot wurden von öffentlichen Stellen und von privaten Nutzern allgemein als großer Fortschritt angesehen. Besonders von öffentlicher Seite wurde die Firma massiv gefördert, weil es neben wirtschaftlichen Interessen auch den Interessen des österreichisch-ungarischen und preußischen Militärs entsprach. Im damals preußischen Schönebeck wurde 1829 eine Zündhütchenfabrik eingerichtet. Im Jahr 1835 erreichte Sellier & Bellot eine Jahresproduktion von rund 150 Millionen Zündhütchen. Die Firma meldete zahlreiche Patente für Munition an und firmierte im 20. Jahrhundert bis zum Zweiten Weltkrieg als „Zündhütchen und Patronenfabrik vorm. Sellier & Bellot, Prag“. Die Gefahren der Produktion und der erhebliche Verbrauch von Rohmaterialien (jährlich 84 Tonnen Kupfer und 1212 Kilogramm Quecksilber) fand seinerzeit Beachtung. In der Fabrik waren die Gefahren bekannt und führten trotz aller Vorsicht zu tödlichen Unfällen. Nicolas Bellot verlor bei einem Unfall beide Augen und konnte danach nur noch eingeschränkt an der Betriebsleitung teilnehmen. Neben der Herstellung von Zündhütchen wurden in den 1850er-Jahren rund 52 Millionen Messingösen und -haken per anno für die Verwendung an Kleidungsstücken gefertigt.
Nachdem die Firma mit Zündhütchen Erfolg hatte, wurde ab 1870 auch mit der Produktion von Patronen begonnen. Ab 1884 wurde zusätzlich in Riga produziert. Die Handelsmarke Sellier & Bellot wurde 1893 in Prag registriert und ab 1885 wurden Jagdpatronen gefertigt. Im Ersten Weltkrieg wurde die Produktion der Firma massiv erweitert, um die vom Militär benötigten Munitionsmengen liefern zu können. Mit diesem Aufschwung wurde die Firma auch global als Munitionslieferant relevant. Mit der Einführung von Silberazid-Zündern wurde ein neuer Geschäftsbereich eröffnet. 1936 wurde ein Teil der Produktion nach Vlašim in eine neue Fabrikanlage verlagert.
Während des Zweiten Weltkriegs wurde die Produktion zur Belieferung der deutschen Streitkräfte weiter ausgebaut. Es wurden 40 Arten von Gewehrmunition, 10 Typen von Pistolenmunition, 20 Typen von Revolvermuntion und Flintenmunition aller Art gefertigt. 70 % der Produktion wurde exportiert. Zum Jahresende 1944 wurden etwa 7000 Arbeiter beschäftigt.
Nach dem Krieg erfolgte eine Verstaatlichung des Unternehmens durch die Tschechoslowakei. In den Jahren 1991–1992 erfolgte die Transformation von einem Staatsbetrieb in eine Aktiengesellschaft. 2009 wurde Sellier & Bellot Mitglied der CBC-Gruppe. Bis heute beliefert Sellier & Bellot die Streitkräfte der Tschechischen Republik. Das Unternehmen betreibt ein Museum im Schloss Vlašim.
Aus der deutschen Produktionsstätte in Schönebeck wurde der VEB Sprengstoffwerk Schönebeck, der bis 1990 Teil des VEB Kombinat Synthesewerk Schwarzheide war. Nach der Wende umfirmiert zu SK Jagd- und Sportmunition, wurde 1992 das Werk von Lapua übernommen, heute gehört es zu Nammo.
Im Jahr 2016 stieg das Unternehmen Sellier & Bellot beim örtlichen Fußballverein FC Graffin Vlašim ein, der sich daraufhin in FC Sellier & Bellot Vlašim umbenannte.
Ende 2023 gab Sellier & Bellot bekannt, dass das Unternehmen nun zu 100 % zur Colt CZ Gruppe gehört.

## Auszeichnungen
- Goldene Medaille für industrielle Erzeugnisse zur Ausstellung von 1829[12] (und etliche weitere Auszeichnungen).